# Predsednik Belorusije
Predsednik Belorusije (belorusko: Прэзідэнт Рэспублікі Беларусь, rusko: Президент Республики Беларусь) je predsednik države Republika Belorusija. Položaj je bil ustanovljen leta 1994, ko je vrhovni sovjetski parlament sprejel ustavo Belorusije. Funkcija predsednika države je zamenjala funkcijo predsednika vrhovnega sovjeta države.

## Seznam predsednikov
| #  | Portret | Ime                                                                    | Mandat         | Mandat | Stranka           |
| #  | Portret | Ime                                                                    | Začetek        | Konec  | Stranka           |
| -- | --- | ---------------------------------------------------------------------- | -------------- | ------ | ----------------- |
| 1. | | Aleksander G. Lukašenko (Алякса́ндр Рыго́равіч Лукашэ́нка) 20. julij 1994 | 20. julij 1994 |        | neodvisen kandiat |
| 1. | Pred začetkom politične kariere je bil direktor kolhoza ter služil v sovjetskih obmejnih enotah in v Sovjetski armadi. Bil je edini poslanec vrhovnega sovjeta Belorusije, ki je glasoval proti razpadu Sovjetske zveze. | Aleksander G. Lukašenko (Алякса́ндр Рыго́равіч Лукашэ́нка) 20. julij 1994 |                |        |                   |